# Equisetum giganteum
Equisetum giganteum  is een overblijvende plant, die behoort tot de paardenstaartfamilie (Equisetaceae). De soort komt van nature voor in Zuid- en Centraal-Amerika, vanaf centraal Chili naar het oosten tot in Brazilië en naar het noorden toe tot Zuid-Mexico. Het aantal chromosomen is 2n=216.
De plant wordt 2–5 m hoog en heeft lange wortelstokken. De stengel is  1–2 cm dik tot 3.5 cm bij sommige populaties. De gelede stengel heeft een centrale holte waaromheen twee ringen bijholten, respectievelijk de carinale en valleculaire holte. Elke vaatbundel is omgeven door een endodermis, zodat er geen cilinder te zien is wanneer de stengel afbreekt. De stengel is sterk vertakt, waarbij sommige takken sporenvormende aren dragen. De bladeren zijn tot een stengelschede met aanwezig blijvende tanden klokvormig vergroeid.

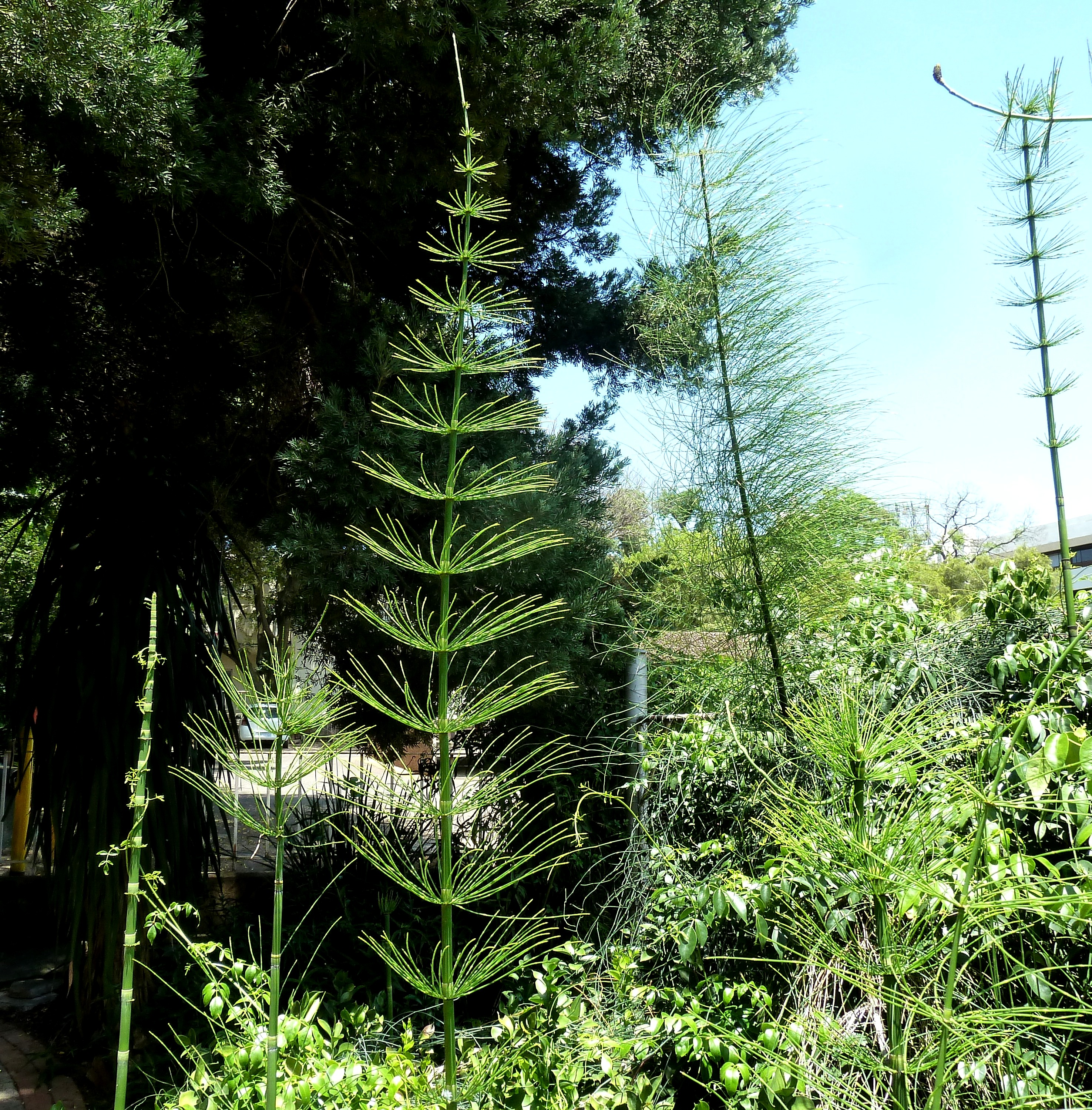
Stengel
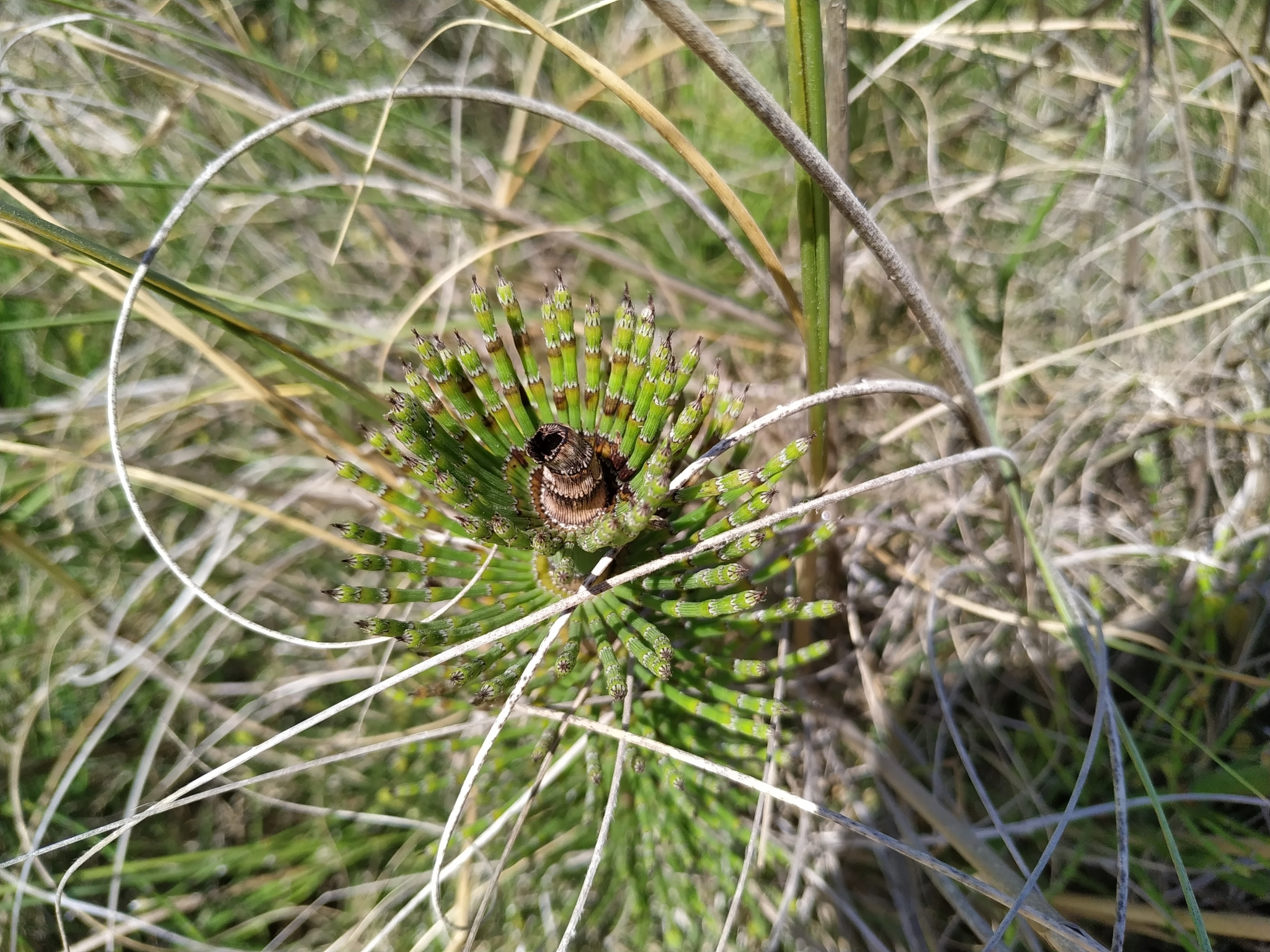
Stengeltop
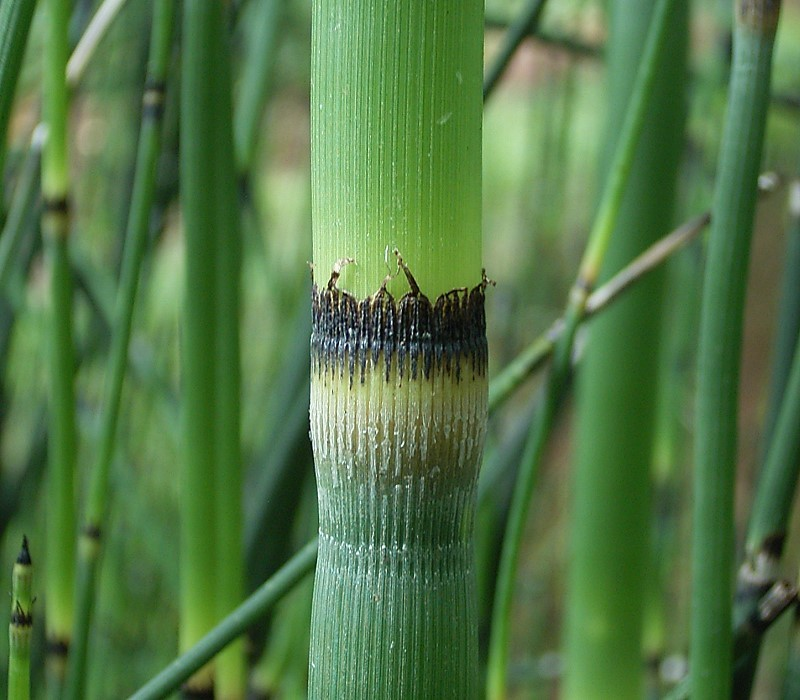
Stengelschede
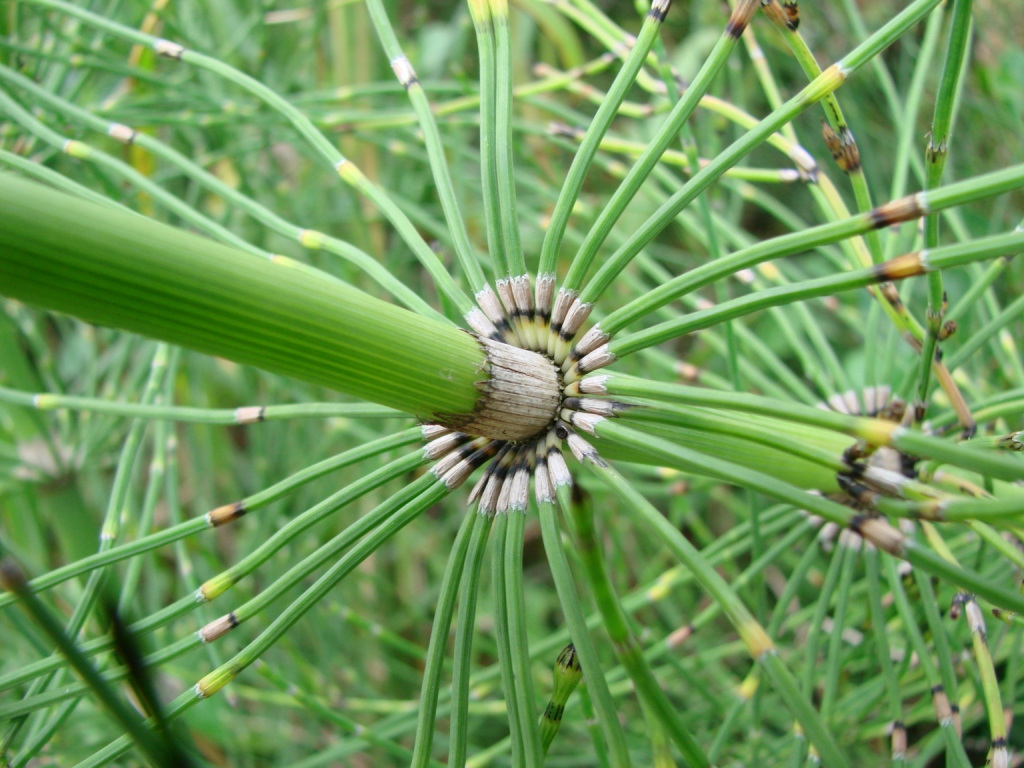
Vertakking
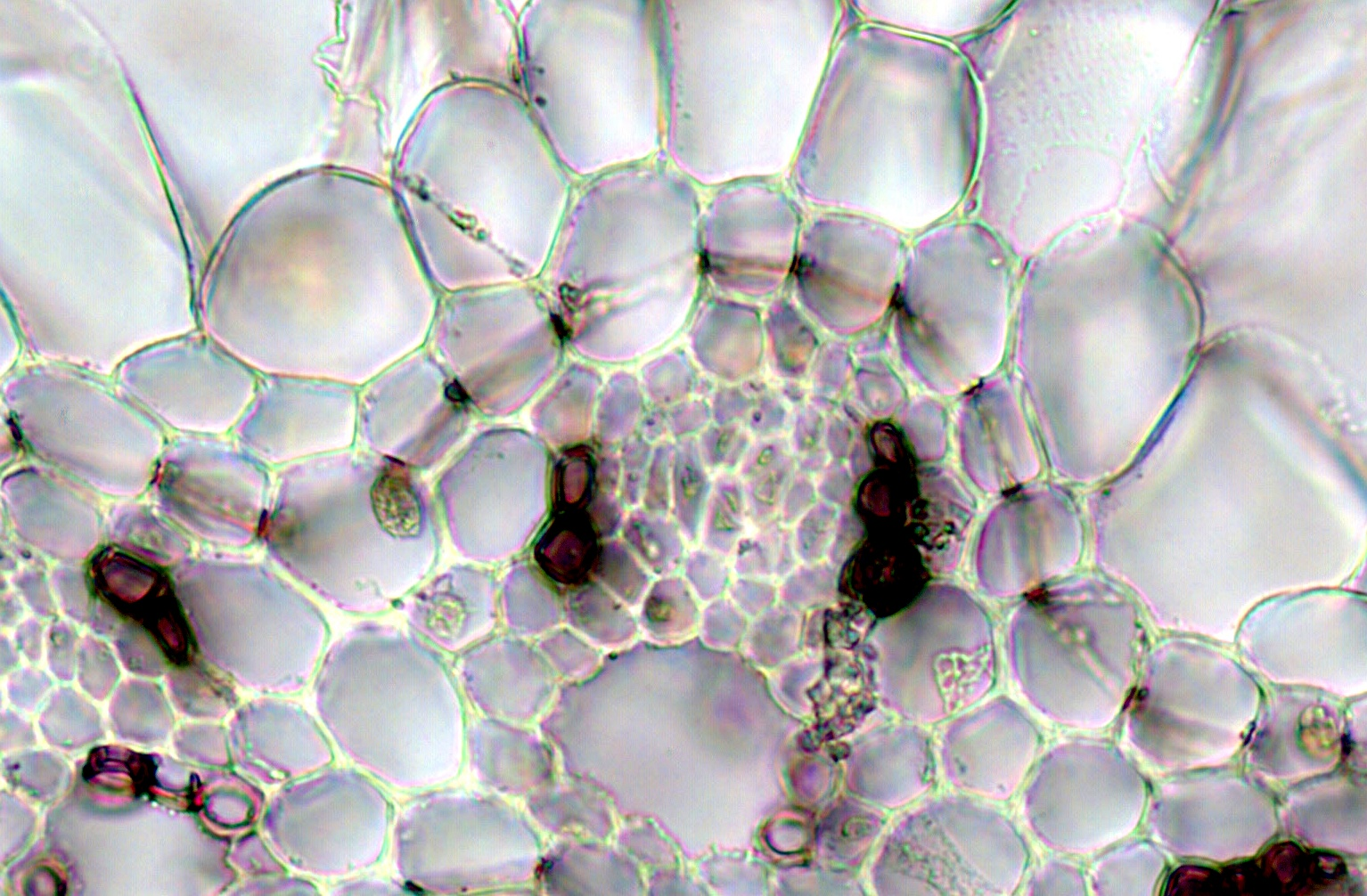
Endodermis met schede van Caspary